# نادی‌ایگماند
نادْیْ‌ایگماند (به مجاری:  Nagyigmánd) یک منطقهٔ مسکونی در مجارستان است که در ناحیه کوماروم واقع شده‌است. نادی‌ایگماند ۵۱٫۳۹ کیلومتر مربع مساحت و ۳٬۱۶۶ نفر جمعیت دارد.